# Отговор на Йов
Отговор на Йов (на немски: Antwort auf Hiob) е книга на Карл Густав Юнг от 1952 г., насочена към моралните, митологически и психологически заключения в книгата на Йов. За първи път път е публикувана като „Antwort auf Hiob“ (Цюрих, 1952) и преведена на английски език като „Answer to Job“ (Лондон, 1954). На български език е издадена през 1997 г. от издателство „ЕА“.
Юнг разглежда Книгата на Йов като повратна точка на развитието в „божествената драма“, за първи път, съдържаща критика към Бог (Gotteskritik).
Авторката Джойс Каръл Оутс, в нейната рецензия "Легендарния Юнг) (от колекцията и есета Езическото изкуство), смята Отговор на Йов за най-важната работа на Юнг.

## Издания
- Rascher (1953, 1961, 1967)
- Walter Verlag (1985) ISBN 3-530-40768-2
- Dtv (1990) ISBN 3-423-35121-7, (2001) ISBN 3-423-35171-3

Английски превод
- trans. R. F. C. Hull, in Psychology and Religion, v.11, Collected Works of C. G. Jung, (Princeton University Press, 1973) ISBN 0-691-01785-9
- Online excerpt of „Answer to Job“ Архив на оригинала от 2008-09-22 в Wayback Machine.